# Priapella compressa
Priapella compressa är en fiskart som beskrevs av Álvarez, 1948. Priapella compressa ingår i släktet Priapella och familjen Poeciliidae. Inga underarter finns listade i Catalogue of Life.